# Le Favril (Eure-et-Loir)
Favril – miejscowość i gmina we Francji, w Regionie Centralnym, w departamencie Eure-et-Loir.
Według danych na rok 1990 gminę zamieszkiwało 300 osób, a gęstość zaludnienia wynosiła 13 osób/km² (wśród 1842 gmin Regionu Centralnego Favril plasuje się na 841. miejscu pod względem liczby ludności, natomiast pod względem powierzchni na miejscu 556.).